# Monkwearmouth-Jarrow Abbey

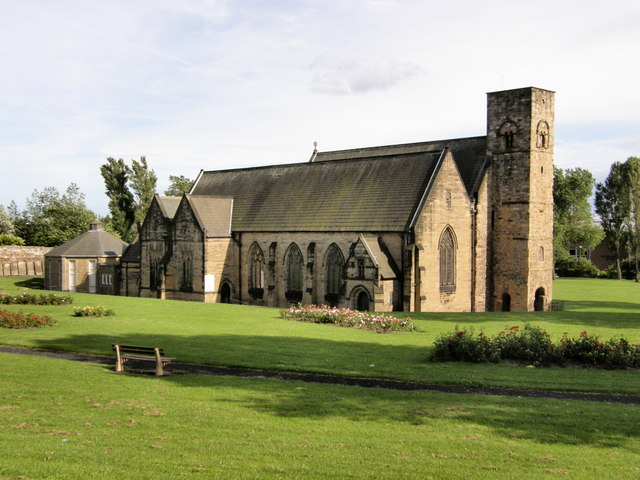
St Peter's Church

Monkwearmouth-Jarrow  är ett engelskt dubbelkloster beläget vid floden Wear i Monkwearmouth och vid floden Tyne i Jarrow i Tyne and Wear). Dess formella namn på engelska är The Abbey Church of Saint Peter and Saint Paul, Monkwearmouth-Jarrow (Sankt Peter och Sankt Paulus abbotsklosterkyrka). Jarrow blev centrum för de anglosaxiska lärandet i norra England, och producerade den främsta anglosaxiska lärda mannen, Bede. Detta tvillingkloster är sedan 27 januari 2012 uppsatta på Storbritanniens tentativa världsarvslista.

## Anglosaxiska perioden

### Grundande
Klostret grundades år 674 av Benedict Biscop, först med instiftandet av Sankt Peters kloster, Monkwearmouth på mark som skänkts av Egfrid, kung av Northumbria. Hans idé var att bygga ett mönsterkloster för England genom att dela med sig av sin kunskap han fått genom erfarenheten av de romerska traditionerna i ett område som tidigare mer påverkats av keltisk kristendom som tillkommit genom missionärer från Melrose och Iona. Ett påvligt brev år 678 befriade klostret från extern kontroll och år 682 var kungen så förtjust i Sankt Peters framgång att han gave Benedict ytterligare land i Jarrow och uppmanade honom att bygga ett andra kloster. Benedict reste en systergrund (Sankt Paulus) i Jarrow, och utsåg Ceolfrith som dess överordnade. Coelfrith lämnade därmed Monkwearmouth med 20 munkar (inklusive hans beskyddare, den unge Bede) för att genomföra grundandet i Jarrow. 
Benedict tog dit arbetare från Frankerriket för att bygga kyrkorna, den första ecklesiastiska byggnaden i Britannien byggd av sten, och klädde den med glasfönster, målningar, tjänsteböcker och ett bibliotek med böcker som han samlat under sina resor. Fönsterglas var på denna tid något ovanligt i England så Benedict tog dit glasmästare från Frankerriket som fick bygga upp en verkstad i Monkwearmouth, som står på en närliggande plats vid floden Wear. 
De två klostren var så nära länkade i sin tidiga historia att de ofta omtalades om som ett enda, trots att Jarrow låg 11 km bort. Benedict själv var den första abboten och klostret blomstrande under honom och hans efterträdare Eosterwine, Ceolfrith och andra i två hundra år. När Benedict lämnade England för Rom 686 blev Ceolfrith abbot i Jarrow och Eosterwine i Monkwearmouth. Före sin död stipulerade Benedict dock att de två platserna skulle fungera som 'ett kloster på två platser'.

### Ceolfrith
Ceolfrith fortsatte Benedicts arbete i att etablera klostret som ett centrum för lärande, noggrannhet och särskilt bokproduktion, under en tid då en utpräglad stil med halvunicial skrift trädde fram. Ceolfriths större projekt var sammanställningen av tre stora "pandect" biblar (exempelvis manuskript med Bibelns alla texter), tänkt att förse kyrkorna i Sankt Peter och Sankt Paulus med den tredje kopian öronmärkt som en gåva till påven. Den enda av dessa tre biblar som överlevt är Codex Amiatinus, som numera finns i Florens och är den äldsta kompletta Bibeln i världen. Denna bibel tog Ceolfrith själv med sig på vägen till Rom när han dog 716. Bibeln fördes vidare till Rom av hans medföljare och påve Gregorius II sände ett tack till Ceolfriths efterträdare, abbot Hwaetberht.

### Bede
Biblioteket som  Benedict hade skapat under sina resor till Rom och sedan skänkt till vagga för inte bara den engelska konsten utan också den engelsk alitteraturen  – Jarrow var platsen där Venerable Bede fick sin tidiga utbildning under Ceolfriths beskydd och där han levde, skrev och dog som munk. När han dog hade Bede etablerat sig som Englands främsta skrivare och historiker, och kom att ha en stor påverkan även efter sin död på klostrets framgångar. Bedes skrifter, den viktigaste Historia ecclesiastica gentis Anglorum, blev så populära på 700-talet att de inte bara säkrade klostrets anseende utan också påverkade utvecklingen av Monkwearmouth-Jarrows utpräglade lokala romerska kursivskriften, utvecklad för att öka produktiviteten.

### Vikingattacker
Monkwearmouth-Jarrows gyllene era började komma mot sitt slut i slutet av 700-talet, då Northumbriska kloster blev sårbara för Vikingaräder. Monkwearmouth-Jarrow attackerades 794 (det andra som attackerats i England av Vikingarna, efter räder av Lindisfarne 793). De förstördes slutligen av Daner omkring 860, och verkar helt ha övergivits i slutet av 800-talet.

## Normandiska perioden

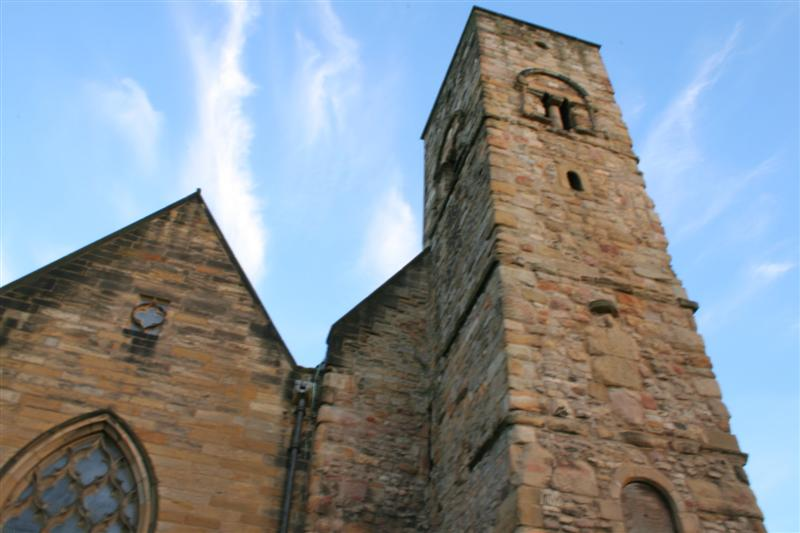
St Peters i Sunderland. Porten och västra muren är allt som finns kvar av det ursprungliga klostret. Tornet byggdes under den normandiska eran.

I början av 1070-talet, inspirerades Aldwin, tidigare vid Winchcombe, av Bedes historia att resa till platserna för de Northumbriska saxiska helgonen, däribland Jarrow där han höll mässor i de Saxiska ruinerna och började (med sina 23 medföljare från Evesham Abbey) att bygga ett nytt kloster. Emellertid var dess södra och västra sidor inte klara när han kallades till Durham Cathedral Priory 1083. Från denna tid fram till upplösningen, var Jarrow bara en liten cell av Durham, med en eller två munkar under en ledare. Endast två av namnen på dessa överordnade har bevarats - Alexander Larnesley och John Norton.
Efter den Normandiska erövringen av England, led klostren under Malkolm III av Skottland.

## Upplösningen och därefter
Klostret upplöstes av Henrik VIII. 1545 "all the house and seite of the late cell of Monkwearmouth", värderade till omkring 26 pund årligen, beviljades av Henrik VIII till Thomas Whitehead, en släkting till prior Hugh Whitehead i Durham, som avgick från klostret 1540 och blev den första domprosten. Monkwearmouth kom sedan i släkten Widdringtons ägo, därefter till Fenwick. Lämningarna efter klosterbyggnaderna i Monkwearmouth användes till bygget av en privat herrgårdsbyggnad uppförd under Jakob I:s styre; men denna brann ner 1790 och idag finns inga synliga spår kvar efter klostret.

## Idag
Dagens församlingskyrka St Peter's Church i Monkwearmouth (54°54′47″N 1°22′30″V / 54.9131°N 1.3749°V), på Wears norra flodbank, står där den forna priorkyrkan stod och är den äldsta kyrkan i Storbritannien. Tornet är från normandisk tid och blev utan tvekan en del av byggnaden när den restaurerades efter normandiska erövringen av England. Kyrkan tillhör idag Monkwearmouths församling, som också innehar All Saints' Church och St. Andrew's Church. Kyrkan ligger intil St. Peter's Campus som tillhör University of Sunderland och National Glass Centre.
Ruinerna i Jarrows kloster är idag associerade med den gamla klosterkyrkan, som överlevt och idag utgör St. Paul (54°58′49″N 1°28′20″V / 54.9804°N 1.4722°V).  Det saxisk-normandiska långhuset ersattes med ett viktorianskt, men det saxiska koret finns kvar, med det äldsta målade glasfönstret i världen, gjord av fragment daterade omkring år 600. Inne i kyrkan, inmurad i kyrktornets vägg, finns den ursprungliga stenplattan som dokumenterar kyrkans tillägnande till 23 april 685. Förutom koret i Sankt Paulus kyrka, finns inget av 600-talets kloster synligt på marken, men dess layout är markerad med stenplattor. Hela området är ett Scheduled Ancient Monument. 

## Bedes värld
Nära lämningarna i Jarrow ligger Bedes värld (54°58′57″N 1°28′26″V / 54.9824°N 1.4739°V), ett museum tillägnat Bedes liv och tid och för att fira anglosaxiska kulturens bedrifter, med ett fullt fungerande exempel på ett rekonstruerad anglosaxisk bondgård kallad Gyrwe (uttalat 'Jeerweh') efter det gammalengelska namnet för  Jarrow. Gården har grödor och djurhållning med fullskaliga rekonstruktioner av 3 timrade byggnader från Northumbria baserat på kunskap som man fått genom  arkeologiska arbeten. Husdjuren är speciellt uppföödda för att simulera djurtypen som fanns i anglosaxiska England; boskapsdjuren är mindre och fåren har en större variation. Forntida stammar av vete och grönsaker, sådana som Bede och hans klosterbröder kan ha ätit, odlas. Där finns även interaktiva museivisningar, med en permanent utställning 'Age of Bede' (Bedeåldern) och en samling anglosaxiska till postmedeltida objekt (främst utgrävda från Sankt Paulus klosterområde), det historiska och listade Jarrow Hall samt en örtagård.

## Begravda
- Sigfrith
- Easterwine
- Benedict Biscop
- Bede

## Manuskript skrivna i abbotsklostret
- Codex Amiatinus omkring 700-710
- Stonyhurst Gospel omkring 710
- Saint Petersburg Bede mellan 731 och 746
- Moore Bede omkring 735

Se också Novem Codices och Codex Grandior, som tidigare ingick i biblioteket, även om de skrevs i Italien.